# Província d'Amasya
Amasya és una província de Turquia, situada al Riu Yeşilırmak, Regió de la Mar Negra, nord del país. Àrea 5.520 km²; població 324.268 habitants.
La seva capital provincial és Amasya, l'antiga Amasia esmentada en documents des de l'era d'Alexandre el Gran i el lloc de naixement del geògraf i l'historiador Estrabó. En temps otomans Amasya era ben coneguda per les seves madrasses, especialment com a centre per a l'orde sufí de Khalwatiyya.

## Geografia
Malgrat ser prop del Mar Negre Amasya es troba força elevada respecte al nivell del mar. Té un clima sec amb estius calorosos i hiverns freds. Amasya és una província agrícola coneguda com la millor província de producció de pomes al país.

## Districtes
La província d'Amasya es divideix en 7 districtes:
- Amasya
- Göynücek
- Gümüşhacıköy
- Hamamözü
- Merzifon
- Suluova
- Taşova